# Cheiracanthium catindigae
Cheiracanthium catindigae es una especie de araña del género Cheiracanthium, familia Cheiracanthiidae, suborden Araneomorphae. Fue descrita científicamente por Barrion & Litsinger en 1995.

## Distribución
Se distribuye por Filipinas.